# Árran

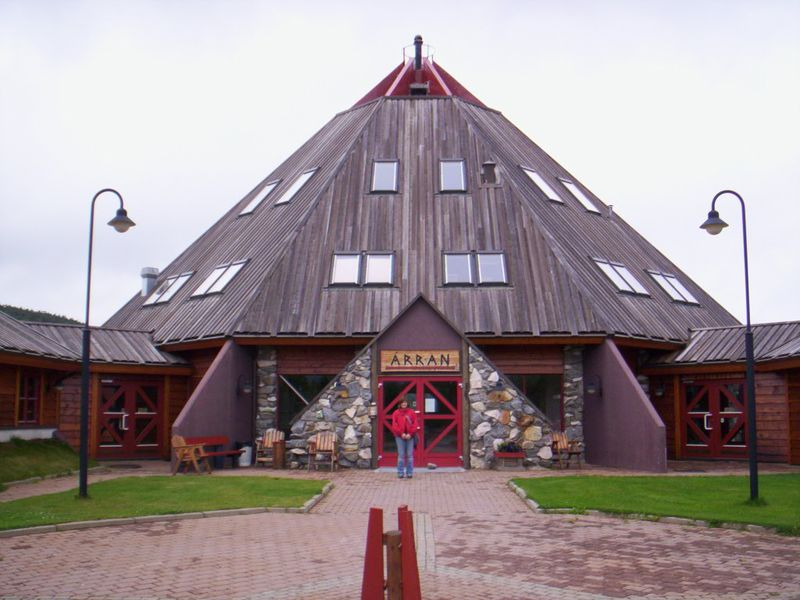
Árran

Árran - julevsáme guovdásj / lulesamisk senter (härd, eldstad) är ett centrum för lulesamisk kultur i Ájluokta / Drag i Hamarøy kommun i Nordland fylke i norra Norge.
Centret inhyser ett museum, verksamhet för att främja lulesamiskt språk och lulesamisk kultur, administrationslokaler för Sametinget samt en förskola.
Árran arrangerar kurser i lulesamiska och publicerar läroböcker. Sedan 1999 har centret gett ut den polärvetenskapeliga tidskriften Bårjås på lulesamiska, norska och svenska.
Museet mottog 2017 ett stort arkiv efter Mikal Urheim.